# Josef Grigorjewitsch Neman
Josef Grigorjewitsch Neman (russisch Иосиф Григорьевич Неман, wiss. Transliteration Iosif Grigor'evič Neman; * 26. Februar 1903; † 1952) war ein sowjetischer Flugzeugkonstrukteur.
Nach seiner Ausbildung arbeitete er zunächst bei Konstantin Kalinin und war in seinem Büro ab 1926 an der Entwicklung der K-3, K-4 und K-5 beteiligt. Ab 1931 arbeitete er am Luftfahrtinstitut Charkiw und entwickelte eine Reihe von Flugzeugtypen, bis er 1938 verhaftet wurde und bis 1941 im Arbeitslager einsaß. Dort war er maßgeblich an der Entwicklung der Tupolew Tu-2 beteiligt. Von 1944 bis zu seinem Tod 1952 arbeitete er wieder am Luftfahrtinstitut.

## Flugzeugtypen
- ChAI-1
- ChAI-5
- ChAI-6

sowie deren Derivate